# Institut universitaire de technologie de Marne-la-Vallée
L'institut universitaire de technologie de Marne-la-Vallée est un IUT français. Cet établissement a fait partie de l'Université Paris-Est-Marne-la-Vallée et, depuis le 1er janvier 2020 de l'Université Gustave-Eiffel.

## Présentation et historique
L'IUT de Marne-la-Vallée est implanté sur les sites de Champs-sur-Marne (architectes : Bernard Feypell et Bernard Zoltowski, 1994) et de Meaux (architecte : Jean-François Laurent, 1992 ; extension par Bernard Dufournet et Alain Rhin,).
Il accueille 150 étudiants lors de se première rentrée, en septembre 1992, 220 en 1995 et 2400 sur ses deux sites de Champs et Meaux, en 2017.
En 2000, il est prévu que le site de Meaux se dote d'un deuxième bâtiment financé par le conseil régional pour accueillir 300 étudiants supplémentaires à la rentrée 2005, ainsi qu'une bibliothèque et un restaurant universitaire. Le bâtiment est livré en septembre 2010 et le restaurant universitaire ouvre en 2011.
L'IUT de Marne-la-Vallée joue un rôle d'établissement d'enseignement supérieur permettant des études courtes dans le département de la Seine-et-Marne, où, en 2002, le taux de poursuite d'études parmi les 19-25 ans était inférieur à la moyenne de l'Île-de-France, et bien inférieur pour les personnes âgées de 24 ans.

## Les diplômes préparés

### Les DUT et BUT
Depuis la rentrée 2021, l'IUT de Marne-la-Vallée prépare au Bachelor universitaire de technologie (BUT) dans ses départements.

#### Métiers du Multimédia et de l'Internet
Le DUT MMI (anciennement SRC, Services et Réseaux de Communication, jusqu'à 2013) et le BUT MMI sont proposés sur les sites de Champs et de Meaux.
En 2013, le département MMI de l'IUT de Marne-la-Vallée apparait en sixième position dans un palmarès des meilleures écoles du web en France, en se distinguant notamment par sa sélectivité et l'employabilité de ses diplômés et diplômées. En 2016, une équipe étudiante du département MMI de Meaux remporte le prix du multimédia lors du Festival MMI, qui fait concourir tous les MMI de France, ce qui conduit le département à accueillir le festival en 2017.

#### Autres BUT proposés
Les DUT et BUT TC (techniques de commercialisation) et GEA (gestion des entreprises et des administrations) sont proposés sur le site de Meaux et le DUT et le BUT GCCD (génie civil et construction durable), Informatique et MT2E (métiers de la transition et de l'efficacité énergétiques) sont proposés sur le site de Champs-sur-Marne.

### Autres formations
En plus des DUT, l'IUT propose 23 licences professionnelles et 2 diplômes universitaires.
En 2013, dans le cadre d'un partenariat avec le Centre scientifique et technique du bâtiment, l'IUT accueille en son sein un institut universitaire des formations du bâtiment durable qui forme une vingtaine de jeunes, sous contrat de professionnalisation, aux enjeux énergétiques des bâtiments, notamment pour leur rénovation.

## Directeurs
- 2021-... : Ahmed Mebarki[18]
- 2015-2021 : Éric Incerti[19]
- 2013-2015 : Nicolas Classeau, victime des attentats du 13 novembre[20]
- 2010-2013 : Jacques Désarménien[21]
- 2003-2010 : Dominique Présent[22],[23]
- Clément Paoli, jusqu'à 2002[8]
- Roger Malassis, en 1995[6]

## Récompenses
Pour son implication dans la professionnalisation et le rapprochement Université-Entreprise, l'IUT de Marne-la-Vallée a reçu, en mars 2007, une distinction de la part de l'Union nationale des présidents d'IUT (l'UNPIUT). L'autre IUT distingué est celui de Lyon-Bron.

## Classement
En 2022 l'établissement a été classé 13ème du classement complet réalisé par Thotis

## Anciennes ou anciens étudiants
- Romain Bourdon, créateur de WampServer (département SRC, site de Champs-sur-Marne, en 1997 et 1998)[26]
- Tom Bouchardon (d) , champion de France junior de canoë kayak 2020 (département génie civil, en 2020)[27]
- Jean Luc Herbulot, réalisateur et scénariste (département SRC, site de Champs-sur-Marne, 2000-2002)[28],[29]